# Da Best Of
da best of – pierwszy oficjalny album grupy Hope. Album został zarejestrowany na początku 2014 roku w Izabelin Studio pod okiem Andrzeja Puczyńskiego. Nad miksem czuwał Sebastian Włodarczyk, zaś masteringu dokonał Stephen Marcussen. Dystrybucją płyty zajęło się wydawnictwo Fonografika.

## Lista utworów
Napisane i zaaranżowane przez Hope. Teksty napisane przez Kroto, poza zaznaczonymi.
1. Put ya handz Up
2. Dog 'z' Out
3. Go(giv) Ahead
4. Kut da Bullshit
5. W.A.J.D.A
6. Space Jam (tekst: Kroto/Muerte/Zima)
7. *(Gwiazdka)
8. We Change da World
9. LOVE
10. nODDy (tekst: Kroto/Zima)
11. FAR
12. Evrytheng
13. doWn

## Skład
- Kroto – wokal
- Zima – wokal
- Adi – gitara
- Rojek – bas
- Gnievo – perkusja
- Łysy – gitara
- Muerte – sample
- Kosta – turntablizm